# Chevening
Chevening es una parroquia civil y un pueblo del distrito de Sevenoaks, en el condado de Kent (Inglaterra).

## Geografía
Según la Oficina Nacional de Estadística británica, Chevening tiene una superficie de 15,59 km².

## Demografía
Según el censo de 2001, Chevening tenía 2762 habitantes (48,55% varones, 51,45% mujeres) y una densidad de población de 177,16 hab/km². El 20,13% eran menores de 16 años, el 72,09% tenían entre 16 y 74 y el 7,78% eran mayores de 74. La media de edad era de 41,48 años. Del total de habitantes con 16 o más años, el 19,4% estaban solteros, el 68,13% casados y el 12,47% divorciados o viudos.
El 90,73% de los habitantes eran originarios del Reino Unido. El resto de países europeos englobaban al 2,93% de la población, mientras que el 6,34% había nacido en cualquier otro lugar. Según su grupo étnico, el 97,79% eran blancos, el 0,62% mestizos, el 0,72% asiáticos, el 0,18% negros, el 0,43% chinos y el 0,25% de cualquier otro. El cristianismo era profesado por el 80,84%, el budismo por el 0,14%, el hinduismo por el 0,18%, el judaísmo por el 0,22%, el islam por el 0,4% y cualquier otra religión, salvo el sijismo, por el 0,25%. El 11,95% no eran religiosos y el 6,01% no marcaron ninguna opción en el censo.
1274 habitantes eran económicamente activos, 1240 de ellos (97,33%) empleados y 34 (2,67%) desempleados. Había 1089 hogares con residentes, 28 vacíos y 4 eran alojamientos vacacionales o segundas residencias.